# Mary Costa
Mary Costa (5 de abril de 1930) es una actriz y cantante retirada estadounidense. Su trabajo cinematográfico más destacado es el de poner voz a la princesa Aurora en la película de animación de Disney de 1959 La bella durmiente , de la que es la última actriz de doblaje original superviviente de las tres primeras princesas Disney creadas en vida de Walt Disney y por la que fue nombrada Disney Legend en 1999. Ha recibido la Medalla Nacional de las Artes de 2020.

## Primeros años
Mary Costa nació en Knoxville, Tennessee, donde vivió gran parte de su infancia. Criada como bautista de ascendencia italiana, cantaba solos en la escuela dominical a la edad de seis años. En el Knoxville High School (Tennessee), cantó en el coro. Al principio de la adolescencia, su familia se trasladó a Los Ángeles (California), donde terminó el bachillerato y ganó el premio Music Sorority Award a la voz más destacada entre los estudiantes de bachillerato del sur de California. Después del instituto, ingresó en el Conservatorio de Música de Los Ángeles para estudiar con el famoso maestro Gaston Usigli. Entre 1948 y 1951, actuó con Edgar Bergen y Charlie McCarthy en el programa de radio de Bergen. También cantó con Dean Martin y Jerry Lewis en conciertos en la UCLA e hizo numerosos anuncios para Lux Radio Theatre.

## Carrera
En 1952, tras conocer a gente en una fiesta con su futuro esposo, el director Frank Tashlin, se presentó a una audición para el papel de la princesa Aurora, la bella durmiente, en La bella durmiente de Disney (1959). Walt Disney la llamó personalmente pocas horas después de la audición para comunicarle que el papel era suyo. En 1958, Costa fue llamada para sustituir a Elisabeth Schwarzkopf en un concierto de gala en el Hollywood Bowl, dirigido por Carmen Dragon. Gracias a las buenas críticas recibidas, fue invitada a cantar el papel principal en su primera producción operística completa, The Bartered Bride, producida por el famoso productor alemán, Carl Ebert, para la Los Angeles Guild Opera. Más tarde, Ebert le pidió que actuara en el Festival de Glyndebourne, donde debutó.
Costa interpretó 44 papeles de ópera en escenarios de todo el mundo, incluyendo Manon de Jules Massenet en la Metropolitan Opera, y Violetta en La traviata en la Royal Opera House de Londres y el Bolshoi de Moscú, y Cunegonde en el estreno en Londres en 1959 de Candide de Leonard Bernstein. En 1961, para RCA, grabó Musetta en La bohème, junto a Anna Moffo y Richard Tucker, con la Rome Opera House Orchestra and Chorus dirigidos por Erich Leinsdorf.
Entre los papeles que cantó para la Ópera de San Francisco, fue Tytania en el estreno estadounidense de Britten A Midsummer Night's Dream de Benjamin Britten (1961), Ninette en el estreno mundial de Blood Moon de Norman Dello Joio (1961), y Anne Truelove en el estreno en San Francisco de The Rake's Progress de Stravinsky. Debutó en la Metropolitan Opera como Violetta en La traviata el 6 de enero de 1964.
Costa impresionó al público televisivo a lo largo de su carrera con apariciones como invitada en muchos programas, como el Christmas Show de Bing Crosby en la NBC-TV. Apareció con Crosby y Sergio Franchi en The Hollywood Palace en 1970. También apareció en el especial Timex Woman of the Year de Frank Sinatra para la NBC, donde, junto con otros, fue honrada como una de las Women of the Year. En 1973, Sammy Davis Jr. le pidió que apareciera en su primer NBC Follies, en el que interpretó una selección de blues con Sammy, respaldada por Charlie Parker.
Jacqueline Kennedy le pidió que cantara en una ceremonia en memoria de su marido, el presidente de EE. UU. John F. Kennedy, desde el Los Angeles Sports Arena en 1963. Cantó en el concierto inaugural del Centro John F. Kennedy para las Artes Escénicas en 1971. En 1972, protagonizó el largometraje de la Metro-Goldwyn-Mayer The Great Waltz, que representaba la vida de Johann Strauss II. Otras películas en las que ha actuado son The Big Caper (1957) y Marry Me Again (1953).

## Vida personal
Mary se casó con el dibujante y guionista Frank Tashlin en 1953. Después de 13 años, el matrimonio de Mary y Frank terminó en divorcio en 1966.

## Años posteriores
Tras retirarse de la actuación en 2014, Costa ha dedicado sus últimos años a inspirar a niños y adolescentes, dando charlas motivacionales en colegios e institutos de todo el país. También es una celebridad que apoya la prevención del abuso infantil. Sigue haciendo apariciones promocionales para Disney, la más reciente para el lanzamiento en Blu-ray de La bella durmiente y el 50th aniversario de la película.
En 1989, recibió el Lifetime Achievement Award de la Licia Albanese Puccini Foundation. Cuando Disney empezó a lanzar versiones en videocasete de sus películas de animación, Costa fue una de las tres actrices que interpusieron demandas por los derechos de autor de sus interpretaciones; en el momento de la demanda de Costa en 1989, Peggy Lee de La dama y el vagabundo (1955), ganó su demanda en abril de 1990, e Ilene Woods, de La Cenicienta (1950), interpuso la suya en diciembre de 1990. La actriz de doblaje Jennifer Hale sustituyó a Costa como la voz de Aurora en 2001. En noviembre de 1999 recibió el premio Disney Legends Award, y las huellas de sus manos forman parte permanente de la Disney Legends Plaza, a la entrada de los Disney Studios. En 2000 fue elegida Tennessee Woman of Distinction por la American Lung Association. Y en abril de 2001 fue galardonada por el Metropolitan Opera Guild por sus distinguidas interpretaciones de Verdi en el siglo XX. En 2003, el presidente George W. Bush la nombró miembro del Consejo Nacional de las Artes, cargo que ocupó hasta 2007. En diciembre de 2007 fue investida Doctora Honoris Causa en Bellas Artes por el Carson-Newman College de Jefferson City, Tennessee. El 2 de noviembre de 2007 ingresó en el Knoxville Opera Hall of Fame. Anteriormente había inaugurado la temporada inaugural de la Ópera de Knoxville en 1978 como Violetta en La traviata.
El 24 de abril de 2012, Costa pronunció el discurso de graduación en la ceremonia de graduación de Pellissippi State. El 10 de noviembre de 2014, recibió el doctorado honoris causa en Letras Humanas y Musicales de la Facultad de Artes y Ciencias de la Universidad de Tennessee, Knoxville. En 2014, Costa fue nombrada una de las mujeres homenajeadas por la YWCA Knoxville durante la celebración de su 30 aniversario. El 17 de marzo de 2015 recibió el Tennessee's 2015 Governor's Arts Award. En su 86 cumpleaños, Costa escribió una carta abierta a sus fans agradeciéndoles su apoyo. También anunció que ya no respondería directamente a los correos de los fans, pero que seguiría firmando autógrafos y reuniéndose con ellos en eventos, al tiempo que centraría sus esfuerzos en trabajar con niños pequeños. En agosto de 2020, durante la pandemia de COVID-19, Costa agradeció una vez más a los fans su continuo apoyo, pero también anunció que ya no respondería a ningún correo de fans debido a la abrumadora cantidad que recibió tras su 90th cumpleaños. Recibió la Medalla Nacional de las Artes el 13 de enero de 2021.

## Filmografía

### Televisión
| Year | Title                  | Role              | Notes                                    |
| ---- | ---------------------- | ----------------- | ---------------------------------------- |
| 1954 | The Great Gildersleeve | Vivian Bennett    | Episodio: The Water Commissioner         |
| 1955 | Climax!                | Anfitriona        | 2 episodios                              |
| 1963 | The Ed Sullivan Show   | Cantante de ópera | Temporada 16, episodio: 29               |
| 1963 | The Voice of Firestone | Marguerite        | Episodio: Highlights from Gounod's Faust |

### Programas de televisión
| Año  | Título                            | Papel      | Notas   |
| ---- | --------------------------------- | ---------- | ------- |
| 1962 | 34.ª edición de los Premios Óscar | Ella misma | Artista |

### Cine
| Año  | Título                 | Papel           | Notas                         |
| ---- | ---------------------- | --------------- | ----------------------------- |
| 1953 | Marry Me Again         | Joan            |                               |
| 1957 | The Big Caper          | Kay             |                               |
| 1959 | La bella durmiente     | Princesa Aurora | Voz                           |
| 1968 | The Merry Widow        | Anna Glawari    |                               |
| 1972 | The Great Waltz        | Jetty Treffz    |                               |
| 2000 | Titus Andronicus       | Mourner         | [ 25 ]                        |
| 2014 | Like Sunday, Like Rain | Mrs. Tydings    | Sin acreditar[cita requerida] |

## Premios y reconocimiento
| Año  | Premio                        | Categoría                                                                                     | Resultado | Trabajo nominado   | Ref.   |
| ---- | ----------------------------- | --------------------------------------------------------------------------------------------- | --------- | ------------------ | ------ |
| 1944 | Music Sorority Awards         | Voz destacada                                                                                 | Ganadora  | Best Singer        | [ 1 ]  |
| 1959 | Premios Grammy                | Premio Grammy por mejor álbum de banda sonora o grabación original para película o televisión | Nominada  | La bella durmiente | [ 26 ] |
| 1973 | Golden Globe Awards           | New Star of the Year – Actress                                                                | Nominada  | The Great Waltz    | [ 27 ] |
| 1999 | Disney Legends                | Animación—Voz                                                                                 | Ganadora  | La bella durmiente | [ 1 ]  |
| 2007 | Doctor of Fine Arts degree    | Título honorífico                                                                             | Ganadora  |                    | [ 11 ] |
| 2020 | Medalla Nacional de las Artes | Artista                                                                                       | Ganadora  | Soprano operística | [ 6 ]  |

## Lectura adicional
- Cummings, David (ed.), "Costa, Mary, International Who's Who in Classical Music, Routledge, 2003, p. 158; ISBN 1-85743-174-X
- Hayes, John "2 with Futures to Follow: Mary Costa and Marilyn Horne", Billboard, 16 de mayo de 1964, p. 38
- Hollis, Tim and Ehrbar, Greg, Mouse tracks: the story of Walt Disney Records, Univ. Press of Mississippi, 2006, p. 52; ISBN 1-57806-849-5
- Kennedy, Michael and Bourne, Joyce, Mary Costa profile, The Concise Oxford Dictionary of Music, Oxford University Press, 1996 (consultado via Encyclopedia.com el 26 de enero de 2010)
- Metropolitan Opera, Performance Record: Costa, Mary profile Archivado el 1 de abril de 2023 en Wayback Machine., metoperafamily.org; consultado el 12 de agosto de 2014.
- Sleeman, Elizabeth (ed.), Mary Costa profile, The International Who's Who of Women, Routledge, 2001, p. 116; ISBN 1-85743-122-7
- The Walt Disney Company, Disney Legends: Mary Costa m legends.disney.go.com; consultado el 26 de enero de 2010.